# Wild and Woolly (1937)
Wild and Woolly is een Amerikaanse western uit 1937 onder regie van Alfred L. Werker.

## Verhaal
Tijdens het jubileumfeest van een pioniersstadje in het Wilde Westen wil de grootvader van Arnette Flynn een oude vete beslechten met zijn rivaal. De heren dagen elkaar uit voor een duel, maar op het laatste ogenblik kiest de grootvader van Arnette het hazenpad. Hij weet uiteindelijk zijn gezicht te redden door een bankroof te verijdelen.

## Rolverdeling
| Acteur           | Personage       |
| ---------------- | --------------- |
| Jane Withers     | Arnette Flynn   |
| Walter Brennan   | Hercules Flynn  |
| Pauline Moore    | Ruth Morris     |
| Carl Switzer     | Zero            |
| Jackie Searl     | Chaunce Ralston |
| Berton Churchill | Edward Ralston  |
| Douglas Fowley   | Blackie Morgan  |
| Robert Wilcox    | Frank Bailey    |
| Douglas Scott    | Leon Wakefield  |
| Lon Chaney jr.   | Dutch           |
| Frank Melton     | Barton Henshaw  |
| Syd Saylor       | Lutz            |